# Chita Rewa
Chita Rewa és un riu de Madhya Pradesh. El seu naixement se situa al districte de Chhindwara i després d'un recorregut d'aproximadament 80 km desaigua al Shakar prop de Partlon al districte de Narsinghpur.